# Helictotrichon argaeum
Helictotrichon argaeum är en gräsart som först beskrevs av Pierre Edmond Boissier, och fick sitt nu gällande namn av Ahmed Ahmad Parsa. Helictotrichon argaeum ingår i släktet Helictotrichon och familjen gräs. Inga underarter finns listade i Catalogue of Life.